# Bárboles (kommunhuvudort)
Bárboles är en kommunhuvudort i Spanien.   Den ligger i provinsen Provincia de Zaragoza och regionen Aragonien, i den nordöstra delen av landet, 250 km nordost om huvudstaden Madrid. Bárboles ligger 273 meter över havet och antalet invånare är 312.
Terrängen runt Bárboles är lite kuperad. Runt Bárboles är det tätbefolkat, med 297 invånare per kvadratkilometer. Närmaste större samhälle är Utebo, 15,5 km öster om Bárboles. Trakten runt Bárboles består till största delen av jordbruksmark.